# SAP S/4HANA
SAP S/4HANA(英文全称SAP Business Suite 4 SAP HANA)是由德国软件企业SAP开发的基于SAP HANA内存数据库系统的的企业资源管理软件。是该公司研发的第四代ERP系统。

## 概况
SAP S/4HANA于2015年2月发布，是SAP公司继SAP R/3和SAP ERP之后的第4代ERP产品。
S/4HANA主要有以下三个版本:
- Public Cloud
- Managed Cloud
- On-Premise

SAP公司高管普拉特纳2016年5月在该公司举行的活动上称，S/4HANA发布仅一年就已经有3,200家企业加以采用，是SAP史上成长最迅速的产品。

## 特征
由于采用了SAP HANA内存数据库系统，S/4HANA具有如下特征：
- 可实时集中管理企业数据
- 数据吞吐提升3~7倍
- 数据可自动压缩，所需存储空间为之前的十分之一